# 奈佐日本之介
奈佐 日本之介（なさ やまとのすけ/にほんのすけ）は、戦国時代から安土桃山時代にかけての武将・海賊。読みは同じで、奈佐日本助/日本介（なさ やまとのすけ/にほんのすけ）とも書く。隠岐水軍の頭領。

## 概要
奈佐氏は但馬国日下部氏で、但馬城崎郡奈佐谷を本貫としその氏を称した。奈佐日本之介は但馬奈佐氏の嫡流で、津居山（城崎）を根拠地として勢力があり、山名氏の配下として山陰地方沿岸を勢力圏に治めていたが、織田信長の勢力に対抗したため「海賊衆」と喩えられたが、もちろん本来の意味の海賊ではない。

## 隠岐水軍
隠岐水軍は隠岐島を中心に勢力を誇った海賊衆である。
西日本海の制海権を掌握し、最盛期は隠岐・但馬・丹後・若狭に勢力を伸ばし丹後では「丹後水軍」と恐れられた。

## 略歴

### 隠岐水軍の最盛期
日本之介は但馬の動乱でかつての奈佐氏の栄光が失われると但馬で独自の影響力を持つ漁師衆を攻撃し、勢力を拡大した。「海賊衆」の異名はこれに由来するとも。
元亀元年（1570年）、山中鹿之助が尼子勝久を首領に尼子家再興を開始すると、毛利氏のいる山陰攻略のために日本之介に援助を要請し3,000の兵を率いて出雲に侵攻した。
日本之介は数百隻の船を率いて満願寺城を攻略し、月山富田城を海側から包囲した。
しかし天正元年（1573年）、毛利輝元・吉川元春が城を奪還するべく大軍を率いて攻撃し、鹿之助は重傷・日本之介は降伏し惨敗する。
以降吉川元春に中国支配の援助を要請され、山陰軍の一部として隠岐水軍は吸収されることとなった。

### 鳥取城の戦い
天正期に入り、織田信長の勢力が中国地方まで伸張し、信長によって海賊行為が禁止されるに及んで、日本之介は同じく但馬芦屋城を根拠地とする山賊衆と呼ばれた塩冶高清と共に毛利氏に味方する。しかし旭日昇天の勢いの織田氏には抗すべくもなく但馬を追われ、遂には天正9年（1581年）に吉川経家率いる毛利勢と結んで、因幡国鳥取城において織田氏の中国方面司令官・羽柴秀吉と対する事になる。
日本之介は鳥取城の北方に位置する丸山に丸山城を築き、高清の守る雁金山城と共に鳥取城の兵站線を担当した。また腹心で隠岐水軍の佐々木三郎左衛門ら500の兵を鳥取城へ派兵した。
しかし秀吉の家臣・宮部継潤によって鳥取城－雁金山城－丸山城の食糧補給ラインは遮断され更に小西行長に兵糧を3倍の値段で買われ、糧食尽きた鳥取城内には前代未聞の飢餓地獄が出現した。同年9月には毛利氏からの救援物資が海路送られているが、日本之介の軍船ともども織田方の細川藤孝（長岡藤孝）らによって、千代川河口で撃沈されている。天正9年（1581年）10月、人肉まで食らう鳥取城中の飢餓地獄を見かねた経家は、自らの命と引き替えに城兵の命を救うことを条件として秀吉に降伏を申し出た。これに対し秀吉は、経家の武勇を惜しんで助命しようとする一方、日本之介・高清の日常的な貿易船襲撃、海賊行為を責め、二人の切腹を主張して譲らなかった。
秀吉は毛利家の海軍力を恐れ、特に強大な力を誇った日本之介を潰しておくべきだと考えていたという。
結局、経家の自刃に先立つ天正9年10月24日、日本之介は高清と共に陣所で切腹して果てた。
佐々木三郎左衛門も後に切腹を命じられ、これをもって隠岐水軍は瓦解することになる。なお、隠岐は吉川家の支配となった。
日本之介が守った丸山城の西麓に、奈佐日本之介と塩冶高清それに佐々木三郎左衛門の3名の供養塔がある。奈佐氏の子孫は江戸時代も旗本として存続した。